# Trachelas himalayensis
Trachelas himalayensis är en spindelart som beskrevs av Biswas 1993. Trachelas himalayensis ingår i släktet Trachelas och familjen flinkspindlar. Inga underarter finns listade i Catalogue of Life.